# 黑喉雀鹀属
黑喉雀鹀属（学名：Melanodera）是唐纳雀科下的一个属。

## 下属物种
本属包括以下物种：
- 黑喉雀鹀 Melanodera melanodera (Quoy & Gaimard, 1824)
- 黄纹雀鹀 Melanodera xanthogramma (Gould & G.R.Gray, 1839)